# Una donna per l'inverno
Una donna per l'inverno è un romanzo di Giuseppe Pederiali del 1986.

## Trama
Francesca Canani è un'attraente donna di mezza età di Finale Emilia  che vive in modo spregiudicato la sua sessualità. Quando si allontana da casa con uno dei suoi amanti, lascia il suo figlio di dieci anni, Gaetano detto Giarlìn, ad un'anziana vicina di casa, la levatrice in pensione chiamata da tutti Cmar Turtlina, che riunisce spesso attorno a sé una ridda di ragazzi del quartiere popolare di Cima 11 (chiamati ciascuno con un soprannome: Nino, Pataia, Tgnent, Sirela e, unica femmina, Mulsina) a cui offre la merenda e racconta strane fole. Giarlìn è autistico, e secondo la vecchia la colpa è da attribuirsi al Mamòn, uno spirito maligno responsabile dei peggiori misfatti.
Francesca porta Giarlìn a Bologna perché sia visitato da uno stimato psichiatra, il professor Cesare Frassoni. Questi, colpito anche dalla madre del bambino, non vuol essere pagato per la visita ma si offre di seguire Giarlìn da vicino nel suo paese natale, adducendo come scusa di voler prendersi una vacanza nei luoghi che l'hanno visto nascere.
Contemporaneamente all'arrivo di Cesare, giunge a Finale anche uno strano personaggio che va a far visita alla Cmar Turtlina: si tratta di Paparocia, un vecchio che guida una Fiat 1100 d'anteguerra senza motore e che dice di conoscere il Cucco, protagonista dei racconti della vecchia che vivrebbe alle Sorgenti della Fumana, nel buco più profondo della Bassa. Secondo Paparocia, sarebbero stati proprio loro due i fondatori di Finale, di cui conosce perfettamente tutta la storia degli ultimi mille anni. I ragazzi pensano che grazie all'aiuto di Paparocia potrebbero costringere il Mamòn a restituire la normalità a Giarlìn; chiedono quindi a Brasara, un pittoresco personaggio locale, dove sia la sua tana. La sua indicazione coincide con una proprietà di Jacopo Zavaglia, l'attuale amante di Francesca. Di notte, Paparocia, accompagnato da Pataia che ha nominato suo scudiero, affronta in duello il Mamòn, ma la sfida finisce in un nulla di fatto. La Cmar Turtlina ritiene allora indispensabile andare a trovare il Cucco alle Sorgenti della Fumana. Grazie alle indicazioni del bigatàr Scudrùz, i ragazzi, accompagnati da Paparocia, si calano nel cavo di un albero del Bosco della Panfilia da cui si diparte una lunghissima galleria, nella quale trovano una talpa gigante, un drago mansueto e uno svitato soprannominato Pipamoia. Alla fine sbucano in un'enorme caverna, che ospita una riproduzione diafana e impalpabile del mondo esterno: qui trovano il Cucco, ridottosi ad essere uno spirito, al quale espongono il loro problema. Egli promette loro che a tempo debito manderà in superficie un eroe per aiutarli e li congeda.
Una notte, Sirela, Nino e Tgnent, entrati di nascosto in un orto per rubare un'enorme zucca, assistono all'uscita di un uomo già fatto e finito dal frutto. L'uomo viene condotto dalla Cmar Turtlina, che lo riconosce subito come l'inviato del Cucco e lo chiama "il Neonato". Egli fa molto parlare di sé in paese, poiché si rivolge agli abitanti come se li conoscesse da sempre.
Durante le vacanze estive, i ragazzi di Cima 11  costruiscono con materiali di recupero un aereo che vorrebbero far volare; resisi però conto dell'irrealizzabilità del loro desiderio, accettano di buon grado la proposta di Paparocia di mettere sull'aereo il motore magico della sua automobile, a patto che sia lui a pilotarlo. Paparocia e Mulsina si lanciano così in un folle volo nei cieli di Finale, durante il quale si protende verso di loro una nuvola nera dall'aspetto inquietante, che ricorda una volta in più il Mamòn.  
Cesare, dichiara a Francesca il suo amore per lei, ma la donna non vuole dargli una risposta. Viene poi invitato ad un caffè da Jacopo Zavaglia: l'incontro è inizialmente amichevole, ma poi degenera, poiché nessuno dei due vuol rinunciare a Francesca. 
Mentre piove a dirotto e il Panaro è in piena, la Cmar Turtlina, Paparocia e il Neonato si apprestano ad affrontare nuovamente il Mamòn. Il Neonato rimane ferito di striscio, ma dopo la battaglia l'atteggiamento di Giarlìn cambia: è diventato insolitamente loquace e ha slanci d'affetto verso le persone, segno che il potere malefico del nemico è svanito. Nella stessa occasione, le proprietà di Zavaglia vengono invase dall'acqua del fiume uscito dagli argini.
Poco dopo il suo millesimo compleanno, Paparocia, che sperava di ringiovanire progressivamente, si ammala gravemente e muore. Viene sepolto nel cimitero di Finale dalla Cmar Turtlina e dalla becchina Sgalémbra, mentre Francesca, Cesare e Giarlìn si preparano a formare una vera famiglia e Mlusina scopre la sessualità col Neonato.

## Personaggi
- Francesca Canani: affascinante quarantenne, madre del bambino detto Giarlìn. Il suo relativo disinteresse nei confronti del figlio è dovuto anche al fatto che quest'ultimo non mostra particolari segni di affetto verso di lei.
- Gaetano Canani detto Giarlìn (ossia "sassolino")[1]: figlio di Francesca, affetto da autismo.
- Antonia, detta la Cmar Turtlina (ossia "comare Tortellina")[1]: levatrice in pensione.
- Nino, Pataia (ossia "parte inferiore della camicia"),[1] Mulsina (ossia "morbida"),[1] Tgnent (ossia "tenace", "elastico"),[1] Sirela (ossia "moccio"):[1] ragazzi vicini di casa della cmar Turtlina, che hanno un atteggiamento protettivo verso Giarlìn.
- Cesare Frassoni: quarantottenne psichiatra nativo di Finale Emilia con studio a Bologna.
- Gaetano Ziroldi detto al Zarcadòr (ossia "il cercatore"): finalese a cui si rivolgono i suoi concittadini per sapere il luogo dove si trovano le cose che hanno perduto, al quale cerca di risalire con doti di mentalista oppure tirando a indovinare.
- Paparocia (ossia "impasto di fango tenero")[1]: vecchio vagabondo che conosce tutta la storia passata di Finale e che sostiene di avere mille anni.
- Ambiorige detto il Cucco: mago e vecchio amico di Paparocia. All'epoca della vicenda il suo corpo materiale è morto da molti secoli; continua ad esistere come spirito alle Sorgenti della Fumana.
- Maurizio Govoni: cugino di Cesare Frassoni.
- Tina: moglie di Maurizio.
- Jacopo Zavaglia: cinquantaduenne amante di Francesca, proprietario terriero e imprenditore. È sospettato di essere il Mamòn, spirito maligno responsabile di tanti misfatti.
- Brasara: finalese appassionato del teatro di burattini, considerato l'uomo più buono del paese. A lui la Cmar Turtlina e i ragazzi chiedono dove sia il Mamòn.
- Girardengo: postino di Finale Emilia. Deve il suo soprannome al fatto di essere inseparabile dalla sua bicicletta.
- Desdemona Guzzinati, detta Desdemona ad Spapèl: ottantenne nonna di Tgnent, già prostituta e amica della Cmar Turtlina.
- Scudrùz (ossia "osso sacro")[1]: bigatàr (ossia cacciatore di vermi per la pesca)[2] È lui a indicare ai ragazzi il buco più profondo della Bassa da cui raggiungere le Sorgenti della Fumana.
- La Sgalémbra: becchina sessantenne, amica di Desdemona e della Cmar Turtlina.
- Amleto detto Pipamoia: vecchio che trova riparo per la notte nella caverna che conduce alle Sorgenti della Fumana.
- Il Neonato: così è chiamato dalla Cmar Turtlina e dai ragazzi l'inviato del Cucco, nato già adulto da una zucca. Conserva in sé le memorie di tutti i finalesi defunti. Il suo fisico statuario suscita l'interesse di Mulsina e la gelosia di Pataia.

## Rapporti con altre opere
I personaggi di Paparocia e di Ambiorige erano stati introdotti nel primo libro della "trilogia fantasy" dello stesso autore, Le città del diluvio. Vi è inoltre un riferimento a Giovanni Scurta detto il Marinaio, protagonista dell'altro romanzo di Pederiali Il drago nella fumana.

## Critica
Per Giovanni Negri, studioso dell'autore finalese, 
(Negri, p. 83)
Riguardo al ruolo delle creature fatate nel romanzo, egli fa notare che
(Negri, p. 83)

## Edizioni
- Giuseppe Pederiali, Una donna per l'inverno, collana Narrativa, Milano, Rusconi, 1986.